# آ کلیوم
آ کلیوم (به لاتین: A Kleum) در لائوس است که در استان سکونگ واقع شده‌است.